# 5230 Asahina
5230 Asahina (1988 EF) là một tiểu hành tinh bay qua Sao Hỏa được phát hiện ngày 10 tháng 3 năm 1988 bởi J. Alu ở Palomar.